# 朴永訓
朴 永訓（パク・ヨンフン、박영훈、ぼく えいくん、1985年4月1日 - ）は、韓国の囲碁棋士。ソウル出身、韓国棋院所属、崔珪昞九段門下、九段。沖岩高等学校卒業。富士通杯、中環杯で世界棋戦優勝3回、棋聖戦4連覇など。ヨセの名手で李昌鎬になぞらえ「小神算」「第2の神算」と言われる。

## 経歴
1996年に11歳で全国アマチュア囲碁大会に優勝、また世界青少年囲碁選手権大会少年組優勝。13歳でアマチュア棋戦4冠王となり、「アマ碁界の李昌鎬」と呼ばれる。1999年、韓国棋院初段。2000年に倍達王棋戦で挑戦者決定戦三番勝負に進むが、李世乭に1-2で敗れる。2001年二段で、天元戦優勝し、徐奉洙と並ぶ最低段タイトル獲得記録となる。2003年に三星火災杯世界オープン戦に準優勝し、五段昇段。2004年に世界囲碁選手権富士通杯に優勝し、九段昇段。19歳で九段は最年少記録で、入段から5年で九段昇段は最速記録。
2005年には第1回中環杯世界囲碁選手権戦優勝。2005-08年に棋聖戦4連覇。
2016年LG杯準優勝。2017、19年春蘭杯準優勝。2018年、第3回Mlily夢百合杯世界囲碁オープン戦で準優勝。
2005年の韓国囲碁リーグでは新星建設チーム主将として、レギュラーリーグ7連勝、プレーオフ決勝2連勝で、優勝に貢献、中韓チャンピオンズリーグでも中国上海チーム戦で2連勝の11連勝を記録した。韓国棋士ランキングでは2007年に3位。2012年から中国乙級リーグにも参戦。

## タイトル歴

### 国際棋戦
- 世界囲碁選手権富士通杯 2004、07年
- 中環杯世界囲碁選手権戦 2005年
- 中韓天元対抗戦 2002年 2-1 黄奕中
- 世界囲棋名人争覇戦 2011年
- 徳州杯世界囲碁大師戦 2013年

### 国内棋戦
- バッカス杯天元戦 2001、12年
- 物価情報杯プロ棋戦 2005年
- BCカード杯新人王戦 2005年
- 嶺南日報杯 2005年
- 棋聖戦 2005-08年
- GSカルテックス杯プロ棋戦 2007-08年
- マキシムコーヒー杯入神連勝最強戦 2008、11年
- 名人戦 2010-11、14年

### その他の棋歴
国際棋戦
- 三星火災杯世界オープン戦 準優勝 2003、08年
- LG杯世界棋王戦 準優勝 2016年 ベスト4 2010、14年
- 春蘭杯世界囲碁選手権戦 準優勝 2017、19年
- Mlily夢百合杯世界囲碁オープン戦 準優勝 2018年、ベスト4 2015年
- 世界囲碁選手権富士通杯 3位 2009年
- トヨタ&デンソー杯囲碁世界王座戦 ベスト4 2008年
- 中国・常徳杯世界囲棋名人争覇戦 準優勝 2012年
- ワールドマインドスポーツゲームズ 2008年男子個人戦ベスト8
- 中韓新人王対抗戦 2005年 1-2 古力
- 中韓天元対抗戦 2013年1-2 陳耀燁
- 世界囲棋名人争覇戦 2015年 0-2（×井山裕太、×陳耀燁）
- CSK杯囲碁アジア対抗戦
  - 2002年 2-0（○本田邦久、○王銘宛）
  - 2005年 2-1（○周俊勲、×高尾紳路、×孔傑）
  - 2006年 3-0（○山下敬吾、○王立誠、○丁偉）
- 農心辛ラーメン杯世界囲碁最強戦
  - 2003年 4-1（○古力、○王立誠、○常昊、○張栩、×孔傑）
  - 2006-07年 4-1（○彭筌、○高尾紳路、○陳耀燁、○依田紀基、×孔傑）
  - 2008年 0-1（×常昊）
  - 2010年 0-1（×羽根直樹）
- 日月星杯中韓囲棋対抗戦 2005年 1-3（×胡耀宇、○王檄、×周鶴洋、×王磊 (囲碁)
- 招商地産杯中韓囲棋団体対抗戦 2011年 0-2（×孔傑、×劉星）
- スポーツアコードワールドマインドゲームズ
  - 2014年 男子団体戦準優勝（4-1）
- 金竜城杯世界囲碁団体選手権 2015年 3位（韓国ワイルドカードチーム）

国内棋戦
- GSカルテックス杯プロ棋戦 準優勝 2004、11-12年
- 圓益杯十段戦 準優勝 2006、13年
- マキシムコーヒー杯入神連勝最強戦 準優勝 2009、18年
- 韓国囲碁リーグ
  - 2004年（第一火災）1-6
  - 2005年（新星建設）7-0
  - 2006年（嶺南日報）6-7
  - 2007年（全南ノーブルランド）5-8
  - 2008年（新星建設）10-3
  - 2009年（嶺南日報）8-4
  - 2010年（ポスコ）9-7
  - 2011年（Tブロード）7-7
  - 2012年（Kixx）8-9
  - 2013年（ネットマーブル）9-4
  - 2014年（SKエネルギー）8-5
  - 2015年（SKエネルギー）
  - 2016年（SKエネルギー）10-4
  - 2017年（韓国物価情報）9-6
  - 2018年（BGF）7-8

その他
- 中国囲棋リーグ戦
  - 2012年乙級（四川嬌子）4-3
  - 2013年甲級（広州広日）9-7
  - 2014年乙級（広州広日）5-2
  - 2016年乙級（広東東湖棋院）
  - 2017年甲級（広東東湖棋院）3-8
  - 2018年乙級（広東東湖棋院）6-2